# Hypodermic-Needle-Modell
Das Hypodermic-Needle-Modell (auch: Transmission-Belt-Modell) ist ein Kommunikationsmodell aus der Frühzeit der Medienwirkungsforschung vor dem Zweiten Weltkrieg. Es stellt Medienwirkung so dar, dass Stimuli über die Massenmedien jedes Mitglied der Gesellschaft erreichen, jedes Mitglied der Gesellschaft die Stimuli in gleicher Weise wahrnimmt und dass daraus eine für alle Individuen gleiche Reaktion folgt. Der Name des Modells kommt von der Analogie zur direkten und üblicherweise einheitlichen Wirkung einer medizinischen Injektion (bzw. zur direkten Kraft- oder Materialübertragung über Antriebsriemen oder Förderbänder).
Das Hypodermic-Needle-Modell basiert auf einem einfachen Stimulus-Response-Modell und der soziologischen Annahme einer Massengesellschaft. Wegen seiner zu starken Vereinfachung hielt dieses Wirkungsmodell empirischen Überprüfungen nicht stand und spielte deshalb in der Medienwirkungsforschung nie eine bedeutende Rolle. Es wird allerdings für die Darstellung der Geschichte der Medienwirkungsforschung in der Literatur gern als einfacher Ausgangspunkt für die Entwicklung komplizierterer Modelle und Theorien genutzt.